# JaMarcus Russell
JaMarcus Trenell Russell (9 de agosto de 1985 en Mobile, Alabama) es un exjugador de fútbol americano que jugó la posicíón de Quarterback y llegó a ser agente libre. Jugó por tres temporadas para los Oakland Raiders de la NFL, hasta ser dejado en libertad el 6 de mayo de 2010. Russell jugó fútbol americano universitario para los Tigres de Universidad Estatal de Luisiana.
Después de ser reclutado por Oakland, Russell inmediatamente incitó al conflicto al participar en una suspensión de contrato hasta la segunda semana de la temporada 2007. Su permanencia con los Raiders se definiría por un juego inconsistente y preguntas sobre su ética de trabajo, lo que llevó a su liberación en 2010. Debido a que no cumplió con las expectativas de ser la primera selección y la corta duración de su carrera, es considerado uno de los mayores fracasos de la NFL.

## Primeros años de vida
Russell nació en Mobile, Alabama el 9 de agosto de 1985. Mientras jugaba fútbol americano en la escuela secundaria, jugó cuatro años con el entrenador en jefe Bobby Parrish, fue titular y nunca se perdió un partido de fútbol. En su primer año, Russell completó 180 de 324 pases para 2,683 yardas y 20 touchdowns mientras su escuela llegaba al juego de campeonato estatal. Para la siguiente temporada, Russell había crecido hasta medir seis pies tres y pesar 185 libras, había recibido sus primeras cartas de reclutamiento y se estaba volviendo más adepto al libro de jugadas. Russell lanzó para 2,616 yardas y 20 touchdowns durante su segundo año y llevó al equipo a las semifinales.
En su último año de secundaria, completó 219 de 372 pases para 3,332 yardas y 22 touchdowns y corrió para otras 400 yardas y cinco touchdowns. También jugó baloncesto y lanzó la jabalina en atletismo.

## Carrera universitaria

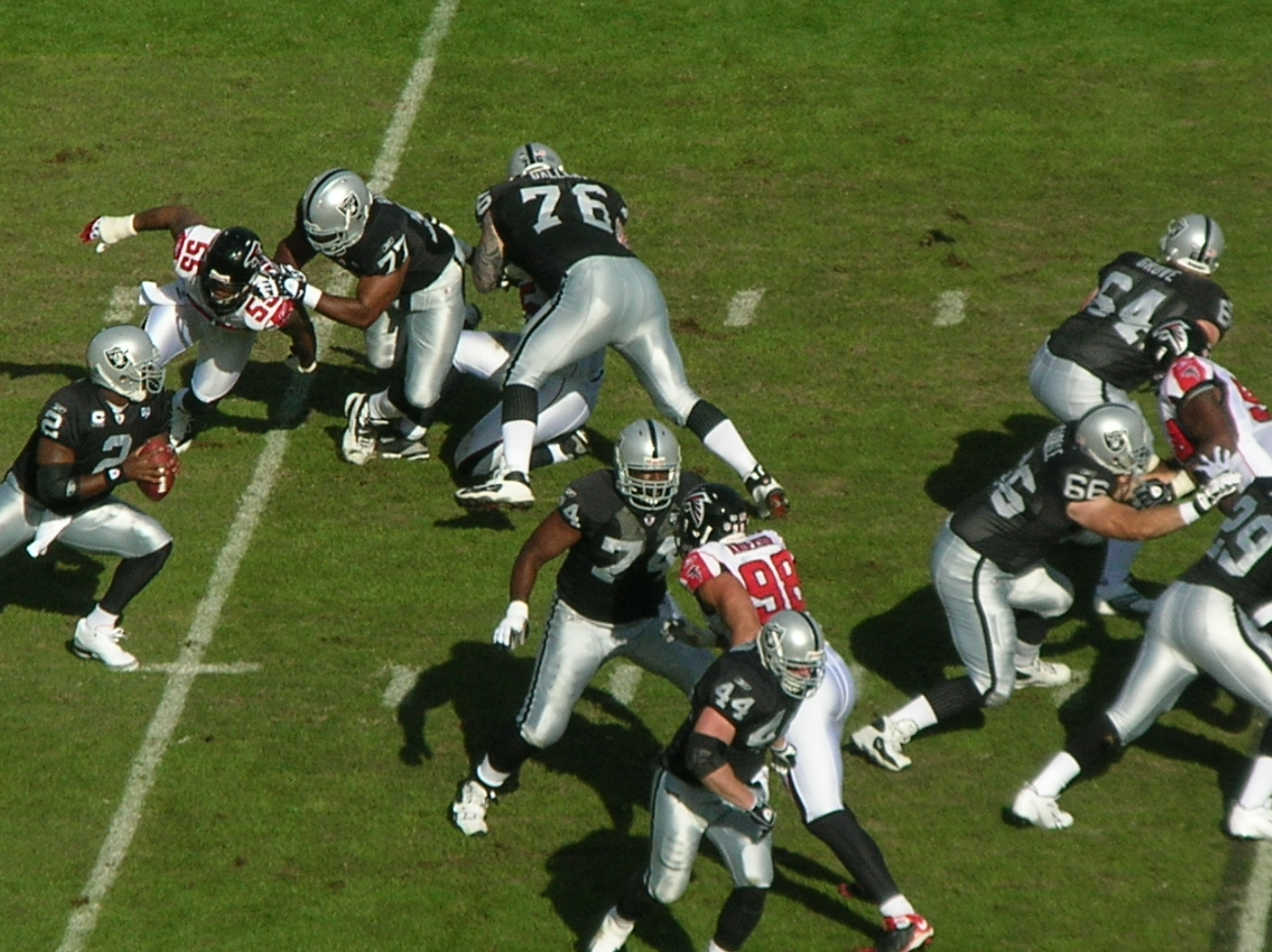
Los Oakland Raiders en ataque durante un partido en casa contra los Atlanta Falcons. Los Falcons ganaron 24-0.

Después de graduarse de la escuela secundaria, Russell se comprometió a jugar fútbol americano universitario en la Universidad Estatal de Luisiana. Se vistió con camiseta roja en su primer año, pero en el otoño de 2005, Russell fue nombrado mariscal de campo titular. Lideró a los Tigres a un récord de 10-1, consiguiendo un título de la División Oeste de la Conferencia Sureste. Terminó su temporada de primer año con camiseta roja completando el 60 por ciento de sus pases para 2,443 yardas y 15 touchdowns.
Russell volvió a ser el mariscal de campo titular en 2006, superando a Matt Flynn y al muy promocionado estudiante de primer año de camiseta roja, Ryan Perrilloux. Tuvo una productiva temporada regular en 2006, llevando a los Tigres a un récord de 10-2 y llevó al equipo al Sugar Bowl. Terminó la temporada con 3,129 yardas, 28 touchdowns y ocho intercepciones.
Después de que terminó la temporada, Russell anunció su decisión de renunciar a su último año de universidad y presentarse  en el  draft de 2007.

## Liga Nacional de Fútbol
La noche del draft, los Oakland Raiders seleccionaron a Russell en la primera ronda, primero en general. Se informó que Russell pesaba 265 libras durante el momento del draft.

### 2007
A pesar de tener buenos instintos, Russell no pudo llegar a un acuerdo contractual con los Raiders. Después de mantenerse fuera del campo de entrenamiento y otras actividades obligatorias, Russell finalmente puso fin a su resistencia al firmar un contrato de seis años con los Raiders por valor de $68 millones con $31.5 millones garantizados. A pesar de firmar por una ganancia inesperada, los Raiders no nombraron de inmediato a Russell como mariscal de campo titular.
Russell no debutó hasta el 2 de diciembre de 2007 en un partido contra los Denver Broncos, donde entró en relevo de Josh McCown en el segundo cuarto. El 23 de diciembre de 2007, Russell hizo la primera apertura de su carrera contra los Jacksonville Jaguars, terminando con 83 yardas aéreas, un touchdown, tres intercepciones y un balón suelto perdido.
Durante el final de temporada contra los San Diego Chargers, Russell lanzó dos intercepciones y perdió un balón suelto, lo que permitió a los Chargers anotar 17 puntos después de tres pérdidas de balón. Tras la tercera pérdida de balón, Russell no pudo levantarse tras sufrir una lesión y fue llevado al vestuario. Russell no jugó por el resto del juego. En general, Russell completó 23 de 31 pases para 224 yardas, un touchdown, dos intercepciones y un balón suelto perdido durante el final de temporada. Russell terminó su temporada de novato con 36 pases completos en 66 intentos, 373 yardas, dos touchdowns y cuatro intercepciones.
- Datos: Q1676743
- Multimedia: JaMarcus Russell / Q1676743